# حزقيال كارلوس كالديرون
حزقيال كارلوس كالديرون (بالإسبانية: Juan Carlos Calderón) هو مغني ومنتج أسطوانات وملحن وعازف بيانو إسباني، ولد في 7 يوليو 1938 في سانتاندير في إسبانيا، وتوفي في 25 نوفمبر 2012 في مدريد في إسبانيا بسبب قصور القلب.

## وصلات خارجية
- حزقيال كارلوس كالديرون على موقع IMDb (الإنجليزية)
- حزقيال كارلوس كالديرون على موقع ميوزك برينز (الإنجليزية)
- حزقيال كارلوس كالديرون على موقع أول ميوزيك (الإنجليزية)
- حزقيال كارلوس كالديرون على موقع ديسكوغز (الإنجليزية)
- حزقيال كارلوس كالديرون على موقع قاعدة بيانات الفيلم (الإنجليزية)